# Стрибки у воду на Чемпіонаті світу з водних видів спорту 2015 — синхронна вишка, 10 метрів (жінки)
Змагання зі стрибків у воду з десятиметрової синхронної вишки серед жінок на Чемпіонаті світу з водних видів спорту 2015 відбулись 27 липня 2015.

## Результати
Попередній раунд розпочався о 10:00. Фінал розпочався о 19:30.
Зеленим позначено фіналістів
| Місце | Країна          | Стрибунки                          | Попередній раунд | Попередній раунд | Фінал  | Фінал |
| Місце | Країна          | Стрибунки                          | Очки             | Місце            | Очки   | Місце |
| ----- | --------------- | ---------------------------------- | ---------------- | ---------------- | ------ | ----- |
| 1     | Китай           | Чень Жолінь Лю Хуейся              | 330.24           | 1                | 359.52 | 1     |
| 2     | Канада          | Мейган Банфето Розелін Фільйон     | 313.26           | 2                | 339.99 | 2     |
| 3     | Північна Корея  | Кім Ун Хян Сон Нам Хян             | 301.44           | 5                | 325.26 | 3     |
| 4     | Мексика         | Паола Еспіноса Алехандра Ороско    | 285.57           | 8                | 310.77 | 4     |
| 5     | Росія           | Катерина Пєтухова Юлія Тімошиніна  | 274.80           | 11               | 310.68 | 5     |
| 6     | Велика Британія | Сара Берроу Тоня Коуч              | 302.52           | 4                | 308.40 | 6     |
| 7     | Малайзія        | Панделела Рінонг Льон Мунь Ї       | 311.04           | 3                | 303.60 | 7     |
| 8     | Австралія       | Лара Тарвіт Мелісса Ву             | 294.84           | 6                | 302.22 | 8     |
| 9     | США             | Емі Козад Джессіка Парратто        | 285.66           | 7                | 295.86 | 9     |
| 10    | Німеччина       | Тіна Пунцель Крістіна Вассен       | 278.70           | 10               | 285.00 | 10    |
| 11    | Україна         | Ганна Красношлик Влада Таценко     | 279.06           | 9                | 283.20 | 11    |
| 12    | Південна Корея  | Кім Су Чі Ко Ин Чі                 | 273.42           | 12               | 271.11 | 12    |
| 13    | Угорщина        | Вілло Кормош Жофія Рейшінгер       | 261.30           | 13               |        |       |
| 14    | Куба            | Яйма Мена Ання Рівера              | 257.58           | 14               |        |       |
| 15    | Бразилія        | Інгрід де Олівейра Жованна Педрозо | 256.32           | 15               |        |       |
| 16    | Сінгапур        | Міра Лі Лім Шен Ян Фрейда          | 244.32           | 16               |        |       |